# Хуан I (король Арагона)
Хуан I Охотник (исп. Juan I el Cazador; 27 декабря 1350, Перпиньян, Арагонская корона — 19 мая 1396, Фоша, Арагонская корона) — король Арагона и Валенсии, Сардинии и Корсики (под именем Джованни I), граф Барселоны с 1387 года. Сын короля Арагона Педро IV Церемонного и его третьей супруги Элеоноры Сицилийской. Известен как покровитель провансальских трубадуров, основавший в Барселоне подобие тулузских цветочных фестивалей jeux floraux.

## Детство
В 1351 году Хуан получил от отца титулы герцога Жироны и графа Серверы. Его воспитанием занимался Бернардо Кабрера, предыдущий владелец графства Серверы, чья непоколебимая преданность Педро IV равнялась его проницательности и энергии. Бернардо Кабрера, отдавая графство инфанту, планировал уйти в монастырь, но Педро король упросил того повременить. Бернардо был убежден, что власть короля основана на божественном праве, и что любая оппозиция его воле была грехом и нарушением воли Бога.
В 1363 или 1364 году Хуан был объявлен совершеннолетним и был объявлен «lloctinent general dels regnes» (заместителем короля).

## На пути к трону
16 июля 1370 году инфант заключил помолвку. Его женой должна была стать Жанна Валуа (1351—1371), младшая дочь короля Франции Филиппа VI. Но в 1371 году в Безье следуя к жениху невеста умерла.
Через два года, в  1373 году Хуан женился на Мате Арманьяк, умершей через пять лет. Педро IV желавший прочнее привязать Сицилию к Арагону предложил  Хуану, чтобы тот женился на Марии (приходившейся через мать Констанцию внучкой Педро и племянницей Хуану). Но инфант отверг предложение отца. Каталанская энциклопедия предполагает, что это было вызвано религиозными разногласиями, так как Сицилия законным папой римским считала Урбана VI, а Хуан Климента VII..
Новой женой инфанта снова стала «француженка» — дочь герцога Бара и племянница короля Франции Карла V. После нового брака разногласия между отцом и сыном обострились. Еще в 1377 году Хуан и Мартин протестовали против кандидатуры новой мачехи. И когда Педро IV в 1381 году, короновал свою четвертую жену Сибиллу де Фортия, Хуан не присутствовал на церемонии. Другой причиной стал проходивший в 1383 году в Монсоне процесс над фаворитами Хуана Констанцей Проксидой, женой Франческо де Переллоса и Бартомеу Ллунесом, осужденных за государственную измену, расточительство и коррупцию.
В 1383 году вспыхнул мятеж Хуана I, графа Ампурьяса (женатого на Хуане – дочери Педро IV и сестре инфанта Хуана). Хуан Арагонский не хотел сражаться с мужем сестры, и король Педро приказал капитану Бернату де Фортии (брату королевы) помочь сыну наказать мятежника.
Несмотря на все это, когда к графу Ампурьясу присоединился Арманьяк, и их войска были готовы вторгнуться в Каталонию, инфант, отправившись на границу, разбил их в 1385 году у Дюрбана.
Защита, предоставленная Хуаном врагу королевы Сибиллы, вызвала разрыв с королем, который лишил  инфанта звания «lloctinent general dels regnes» (заместитель короля). Судья Арагона Доминго Сердана объявил это решение незаконным ,. Хуан не присутствовал на проходивших в 1386 году в Барселоне празднествах 50-летия Педро IV.

## Правление

### Мачеха
В январе 1387 года Педро IV умер, и Хуан, подобно отцу, начал свое царствование с преследования мачехи и её советников. Опасаясь мести со стороны пасынков, Сибилла в декабре бросила умиравшего мужа, бежала и укрылась в замке Сан-Мартин-Саррока, где и была арестована. Вдова Педро была обвинена в колдовстве и наведении порчи. Многие из ее приближенных были подвергнуты пытке и казнены.
Хуан прекратил процесс против мачехи только после вмешательства папского легата и после того как Сибила отказалась от владений, данных ей мужем. Вместо этих владений ей была выделена ежегодная пенсия.

### Внутренняя политика
В 1388 году Хуан короновался в Сарагосе.
Характер Хуана был полной противоположностью своего отца. Если Педро был склонен к борьбе и интригам, то его сын военной славе предпочитал роскошь, наслаждения. Его идеалом жизни были мир и гармония, чтобы ему можно было бы заниматься любимыми занятиями: охотой, литературой и искусством.
Государственная деятельность мало привлекала его и государственными делами ведала его жена Иоланда. Он решил сделать Арагон центром интеллектуальной жизни, чтобы, как и ста пятьюдесятью годами ранее на юге Франции, трубадуры собрались, теперь вокруг его трона.
Вначале ему это удалось. При дворе Хуана толклись музыканты и певцы, которые вечерними часами развлекали короля. А дни проходили в многочисленных и дорогостоящих охотах,. За них у арагонцев Хуан получил прозвище «El Cazador» (Охотник), а у каталонцев как «El Amador de la Gentileza.».
Это вызвало недовольство арагонцев. В 1388 году кортесы в Монсоне потребовали, чтобы расточительность двора была прекращена. Вице-канцлер Рамон Франциа (Ramón de Francia), и судья Доминго Сердан от имени представителей Арагона и Мальорки потребовали проведения реформ, удаления от двора одиозных фигур, в том числе и наперсницы королевы Кароззы Вилагут (Carroza de Vilagut).
Переговоры продолжались в течение нескольких месяцев, и когда Хуан оценил масштаб угрозы своему правлению, он уступил. Наперсница королевы была выслана, король обязался соблюдать законы и привилегии королевства,.
Хуан реформировал кортесы Каталонии созданием четвертого сословия (brazo), куда вошло низовое дворянство или кабальеро.

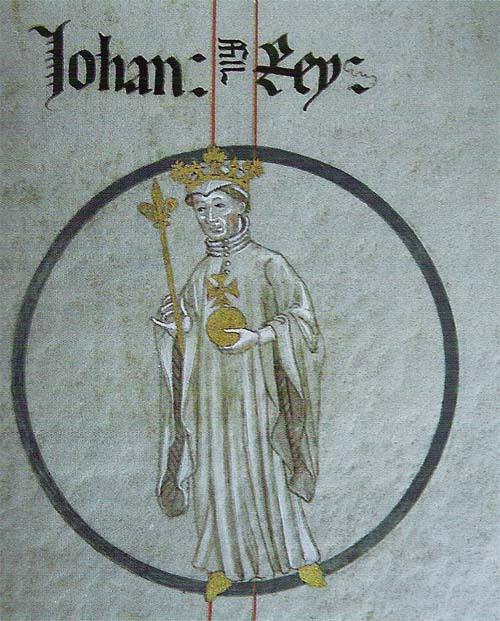
Изображение 1400 года

### Внешняя политика

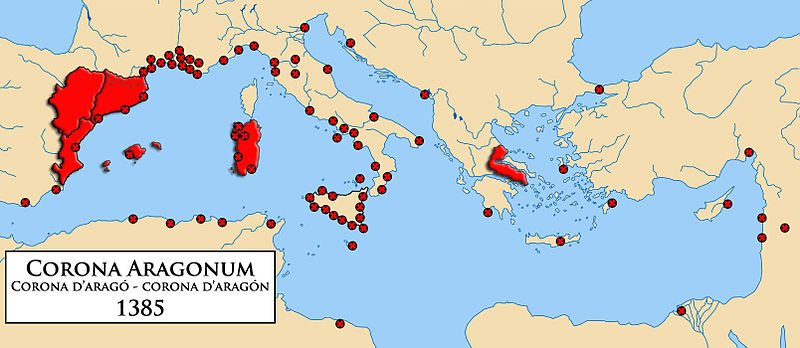
Земли арагонской короны (закрашены красным) в 1385. В конце правления Педро IV и начале правления Хуана I Арагонского

Хуан изменил политику своего отца. Он отказался от позиции нейтралитета, принятой королем Педро в вопросе о том, какой из претендентов в папы римские является истинным. В феврале 1387 года в Барселоне было созвано собрание богословов и юристов, которое признало Климента VII.
В 1387 году Хуан договорился о союзе с Хуаном I Кастильским. Но после того, как тот в 1390 году умер, арагоно-кастильские отношения охладились благодаря Альфонсо Гандийскому, который постепенно терял влияние в Кастилии. Хуан поддерживал хорошие отношения с Наваррой, с которой он подписал договор о границе в 1388 году. Отношения с Гранадой, хоть и сильно обострились около 1390 года и в 1393—1394 годы, но не достигли открытого состояния войны.
В 1387 году Хуан в отличие от отца, ориентировавшегося на Англию, заключил союз с Францией. Через несколько лет последовало примирение с Анжуйской династией, правившей в Анжу, Провансе и королевстве Неаполь. В 1390 году этот союз был скреплен помолвкой между инфантой Иоландой и Людовиком II Неаполитанским.
В году 1390 году северные границы Арагона были нарушены Жаном III графом д’Арманьяк. Граф предъявлял претензии на Корону Мальорки, права на которую он купил у Изабеллы (дочери Хайме III), жены Джованни II, маркиза Монфератта. Граф в свою армию собрал большое количество блуждавших в южной Франции отрядов наемников.
Они пересекли границу, оккупировали Баскару и осадили Жирону. Против них была направлена армия под командованием Мартина Младшего. Наемники были разбиты Бернардом де Кабрерой в битве у Наваты. После чего армия Арманьяка вернулась через Пиренеи назад. Они продолжили свою кампанию в Руссильоне, пока Жан III д’Арманьяк не был призван на помощь Джан Галеаццо Висконти. В 1391 году, после того, как граф Арманьяк попал в засаду и погиб, ни его наследники, ни Изабелла не предъявляли претензии на корону Балеарских островов.
Марию Сицилийскую (которую в своё время предлагал ему отец) он выдал за своего племянника Мартина Младшего. Но близкое родство супругов оставляло для недовольных сицилийских баронов повод для мятежа. Даже согласие на брак, полученное от Климента VII в условиях Великого раскола, не являлось панацеей. Мятежные бароны образовали лигу и получили поддержку у папы Бонифация IX.

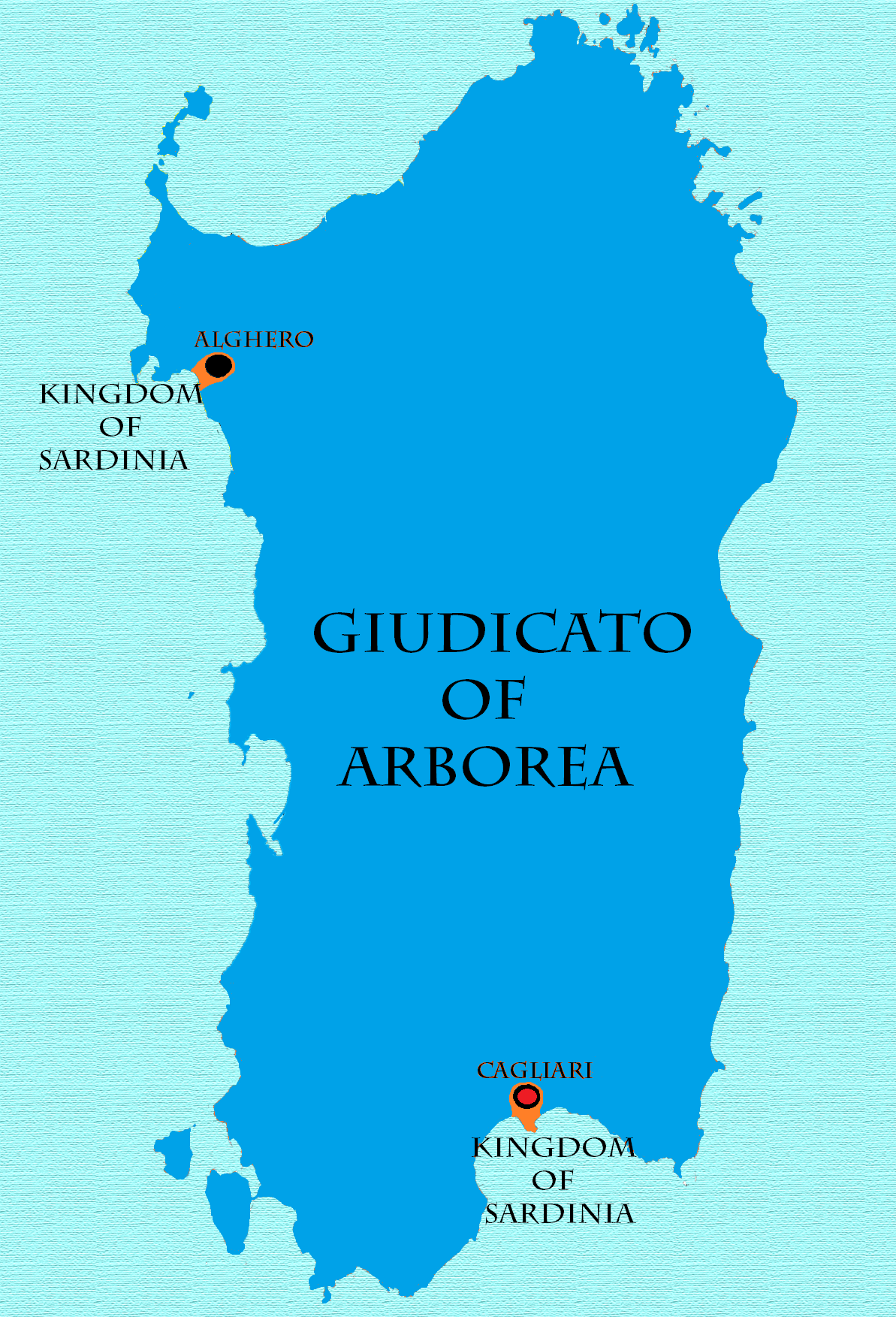
Остатки владений Арагона на Сардинии

Педро к концу своего правления удалось подчинить Сардинию. Но правление миролюбивого Хуана сочли за слабость. В 1390 году Бранкалеоне Дориа, собрав сторонников, изгнал с острова арагонцев и каталонцев. Так между юдикатом Арбореей и королевством Арагон вновь вспыхнула Сардинско-каталанская война. Хуан в 1390 году заключил с Генуей договор о том, что та не поддержит островитян, а напротив окажет содействие экспедиции его брата Мартина на Сицилию.
В 1391 году Мартин Младший организовывал экспедицию на Сицилию. Концентрация войск в Валенсии и Барселоне создала благоприятные условия для роста волны антисемитизма. В 1391 году во многих городах королевства начались еврейские погромы. Особенно крупными они были в Барселоне, Жероне, Таррагоне и Валенсии. Они продолжались несколько дней. Многие евреи, желая спасти жизнь, принимали христианство. В качестве причиной погромов называют жалобы должников на грабительский процент кредита, зависть населения к еврейским богатствам. Всё это подогревалось религиозной нетерпимостью и фанатизмом. Погромы сильно отвлекли Хуана от сицилийских и сардинских проблем.
Хуан I, экономическими интересами тесно связанный с евреями, приказывал жестко наказывать ответственных за их гибель.
В 1392 году во главе эскадры в 100 кораблей, на которых была сильная пехота, инфант Мартин Младший высадился в Трапани на Сицилии. Через несколько месяцев он захватил Палермо и бросил в тюрьму многих деятелей оппозиции. После этого большинство сицилийцев перешло на его сторону. Сопротивление продолжили отдельные бароны во главе с племянником лидера восставших Артале Алагона. Бонифаций IX, желая поддержать сторонников, отлучил каталонцев от церкви. Восстание на острове вспыхнуло с новой силой.
Пока Мартин Младший наводил порядок на Сицилии, Хуан собирал новую экспедицию против Сардинии. Её также должен был в 1392 году возглавить Мартин Младший. Но финансовые трудности задержали её отправление, и когда на Сицилии в 1393 году возобновилось восстание, войска были отправлены туда.
Посланные Хуаном подкрепления помогли Мартину взять Сицилию под контроль.
И хотя Сицилию удалось удержать, но в 1393 году в Сардинии арагонцы почти ничего не удерживали, а Нерио I окончательно выгнал арагонцев из Афинского герцогства.

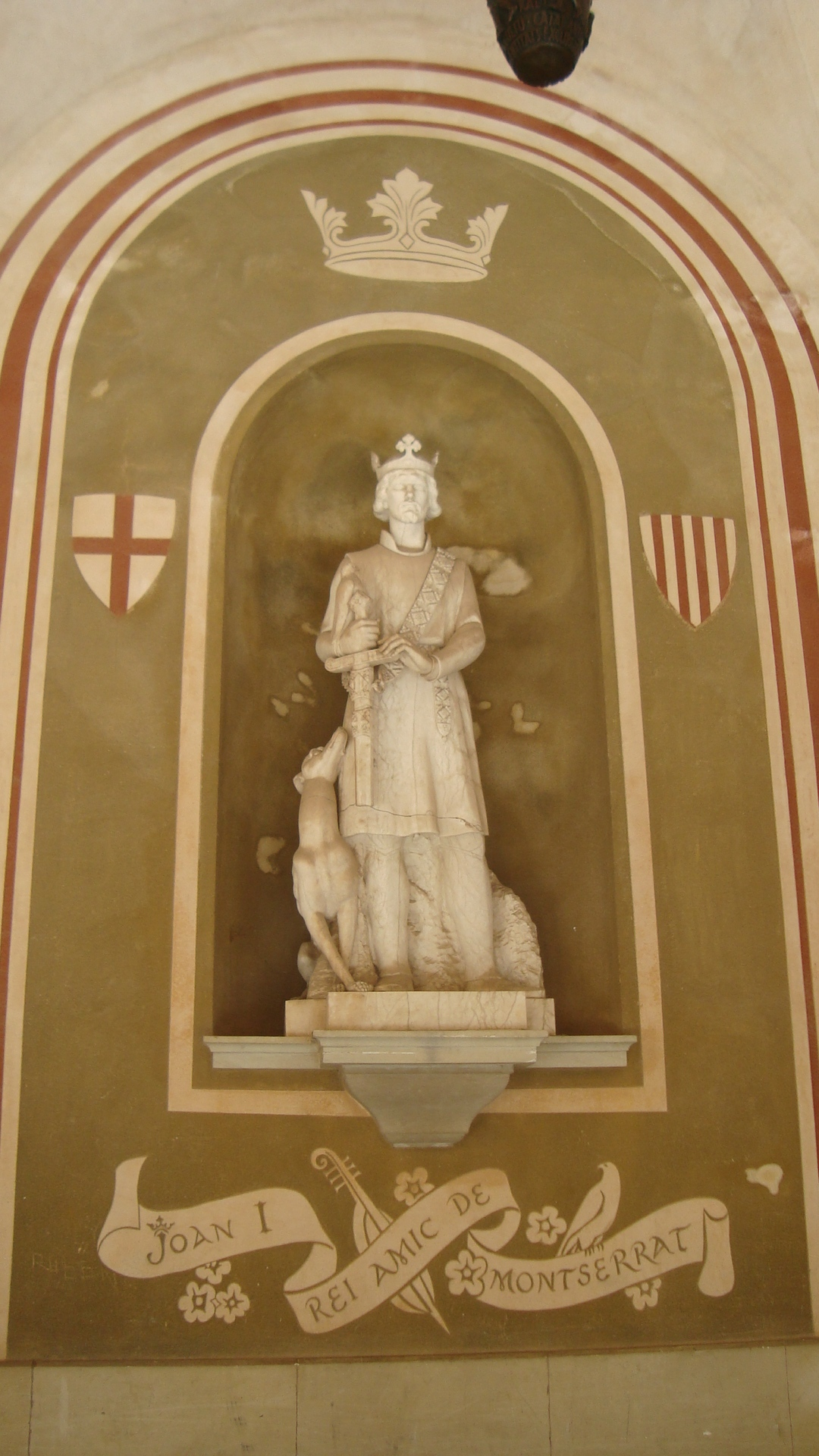
Скульптура в монастыре Монсеррат в Барселоне

## Наследство
Финансовые трудности короны усилились в последние годы его правления. Экономическое и политическое руководство членов его совета подвергалось серьезной критике со стороны городов Барселоны и Валенсии в 1396 году. Часть приближенных обвинялась в причастности к планированию вторжения в Каталонию компаний, разбросанных по всей южной Франции. Эти обвинения привели к так называемому процессу Совета Иоанна I после смерти короля.
Хуан умер, неудачно упав с лошади во время охоты. Сначала он был похоронен в Барселоне, а затем в Поблете. Хуан умер, не оставив сыновей, и трон отошёл к его младшему брату Мартину Старшему.
Правление Хуана I, характеризующееся политическими и финансовыми кризисами, эпохой литературного расцвета, с такими фигурами как Бернат Метже и Франсеск Эшименис.
Энциклопедический словарь Брокгауза и Ефрона давал следующую характеристику: 

Народом был нелюбим за жестокость и дурное правление— Иоанн, короли Арагонии // Энциклопедический словарь Брокгауза и Ефрона : в 86 т. (82 т. и 4 доп.). — СПб., 1890—1907.
Генри Джон Хайтор в «A History of Aragon and Catalonia» считает, что Хуан был неправильным королем для Арагона в эти сложные времена. Он отмечает, что немногие из современников ценили Хуана за его склонность к искусству. А основанный фестиваль в Барселоне имел предтечей созданную в 1323 году в Тулузе Компанию Трубадуров (Sobregaya Companhia dels Set Trobadors de Tolosa). Хотя, как отмечает Хайтор, и есть версия, что для организации своего фестиваля Хуан в 1388 году просил прислать тулузских академиков, но Генри Джон сам сомневается в этой версии. Он считает, что Хайме Марч и  Луис д'Аверсо могли и самостоятельно по тулузскому образцу открыть подобное учреждение. Фестивали, начатые Хуаном, проводились каждый год и прерывались лишь во время арагонского межкоролевья 1410-1412 годов.

## Семья

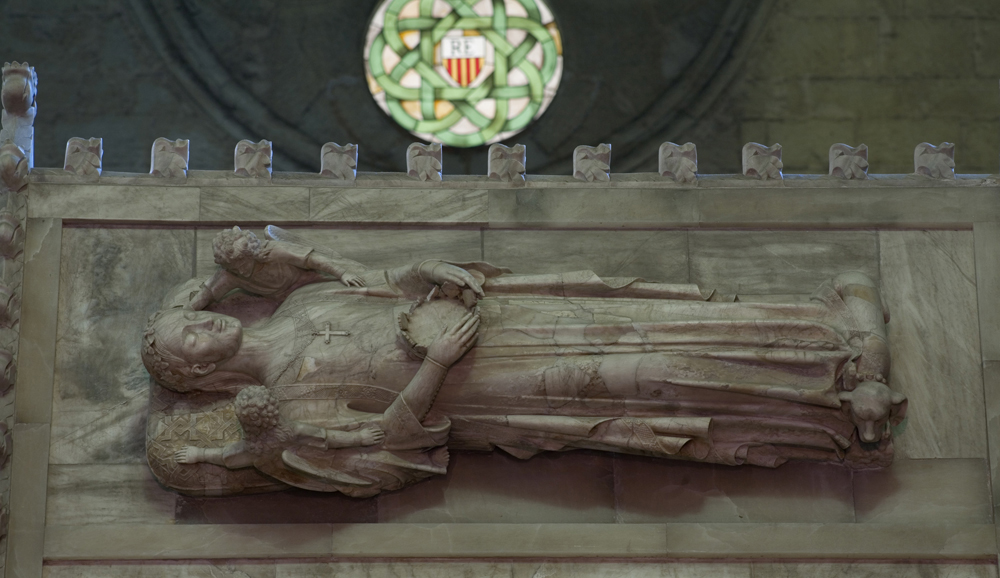
Изображение Мате д’Арманьяк из пантеона в монастыре Поблет

- В 1373 году женился на Мате д’Арманьяк (1347—1378), дочери Жана I, графа д’Арманьяк. Из пяти детей выжила одна дочь:

1. Хайме (1374)
2. Хуана (1375—1407).
3. Хуан (1376)
4. Альфонс (1377)
5. Леонора (1378)

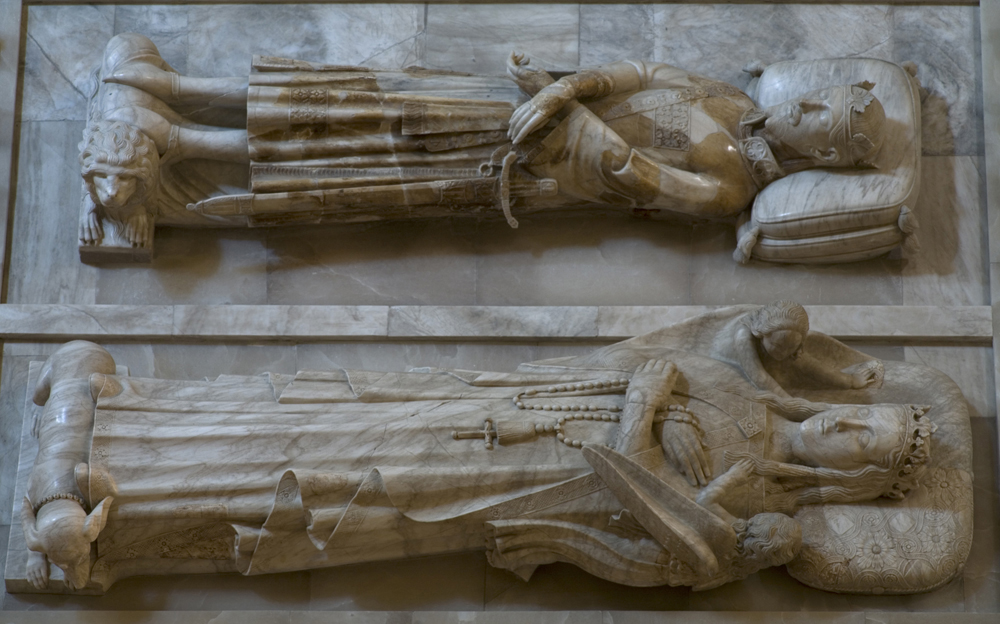
Хуан и его жена Иоланда де Бар. Фигуры из пантеона в монастыре Поблет

- В 1380 году он женился второй раз на Иоланде де Бар (ок. 1365—1431), дочери Роберта I, герцога де Бар. Дети:

1. Иоланда (1381[9]/1383—1443), в 1400 году вышла замуж за Людовика II, герцога Анжуйского.
2. Хайме (1382[источник не указан 2732 дня]/1384[10]—1388),
3. Фердинанд (1389)
4. Антония (1391—1392)
5. Хуан[источник не указан 2732 дня] (1392—1396)
6. Леонора (1393)
7. Педро (1394)
8. Хуан (1396)